# Masonboro
Masonboro é uma Região censo-designada localizada no estado norte-americano de Carolina do Norte, no Condado de New Hanover.

## Demografia
Segundo o censo norte-americano de 2000, a sua população era de 11.812 habitantes.

## Geografia
De acordo com o United States Census Bureau tem uma área de
17,2 km², dos quais 15,5 km² cobertos por terra e 1,7 km² cobertos por água.

## Localidades na vizinhança
O diagrama seguinte representa as localidades num raio de 8 km ao redor de Masonboro.